# Podgatunek nominatywny

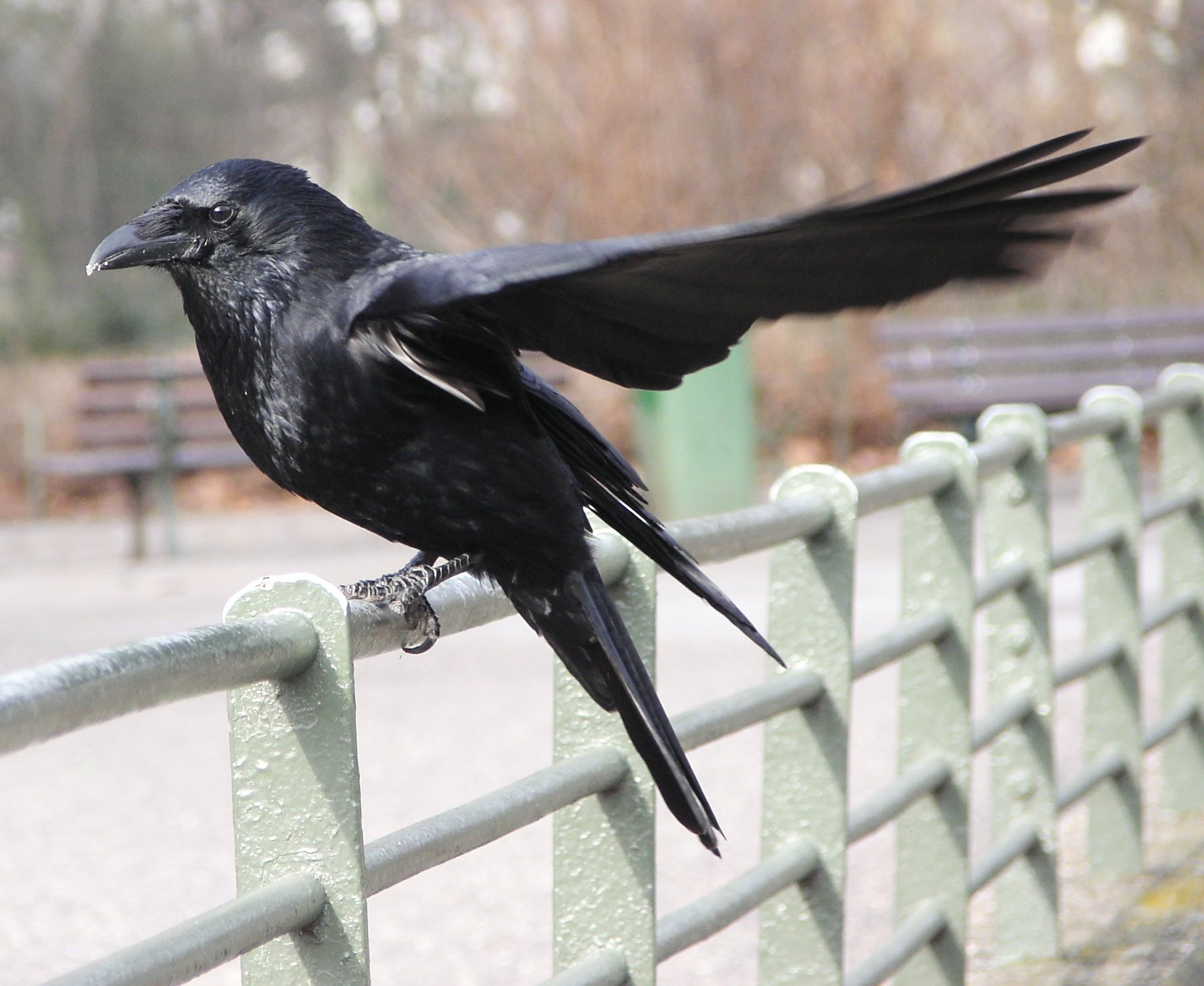
Czarnowron (Corvus corone corone)

Podgatunek nominatywny, nominalny, typowy – podgatunek gatunku politypowego (zróżnicowanego wewnątrzgatunkowo), na podstawie którego dany gatunek został opisany po raz pierwszy tj. z tego podgatunku pochodzi typ nomenklatoryczny gatunku. Habitat podgatunku nominatywnego określa się odpowiednio jako typowe miejsce występowania (Locus typicus łac.) gatunku. 
W trójnominalnej nomenklaturze gatunków w nazwie podgatunku nominalnego przymiotnik jest powtarzany, np. w przypadku pomurnika: Tichodroma muraria muraria, w odróżnieniu od azjatyckiego "bliźniego" podgatunku Tichodroma muraria nepalensis. Przy podawaniu pełnych nazw naukowych podgatunków nominatywnych nie podaje się nazwiska autora, np. w przypadku goryczuszki gorzkawej stosuje się zapis dla podgatunku typowego Gentianella amarella (L.) Bǒrner subsp. amarella, a dla innego podgatunku G. amarella (L.) Bǒrner subsp. hibernica N. Pritchard. Ponieważ nazwa podgatunku typowego tworzona jest automatycznie w przypadku odkrycia zróżnicowania wewnątrzgatunkowego – w nomenklaturze taksonomicznej jest przykładem autonimu.